# Карабулацький сільський округ (Маканчинський район)
Карабула́цький сільський округ (каз. Қарабұлақ ауылдық округі, рос. Карабулакский сельский округ) — адміністративна одиниця у складі Маканчинського району Абайської області Казахстану. Адміністративний центр — село Карабулак.
Населення — 1534 особи (2021; 1787 у 2009, 2364 у 1999, 2920 у 1989).
Станом на 1989 рік існувала Карабулацька сільська рада (села Карабулак, Сан-Барлик-Арасан, Уалі).

## Склад
До складу округу входять такі населені пункти:
| Населений пункт    | Старі назви                            | Населення, осіб (1989) | Населення, осіб (1999) | Населення, осіб (2009) | Населення, осіб (2021) |
| ------------------ | -------------------------------------- | ---------------------- | ---------------------- | ---------------------- | ---------------------- |
| Карабулак, село    | -                                      | 2273                   | 2115                   | 1623                   | 1414                   |
| Барликарасан, село | Санаторій Барлик-Арасан, Барлик-Арасан | 599                    | 249                    | 164                    | 120                    |
| Уалі, село         | -                                      | 48                     | -                      | -                      | -                      |